# Schody (go)
Schody  tvoří v  go specifická sekvence tahů, v níž jeden hráč svými kameny neustále uzavírá do atari skupinu druhého hráče. Ten uniká a tvar, který tímto únikem vzniká, připomíná schodiště.
Schody, přesněji řečeno hrozba jejich použití, je významnou součástí strategie i taktiky v go. Díky tomu, že vítězství ve schodech závisí na kamenech ve směru jejich rozvoje, mohou se vzájemně ovlivňovat situace ve velmi vzdálených oblastech gobanu.
Větší schody mohou mít rozhodující význam na výsledek partie. Pokud je unikající hráč úspěšný, zůstane zajímajícímu hráči mnoho slabých kamenů. Pokud naopak uspěje zajímající hráč, získává zajaté kameny i území a obvykle i řeší problémy se spojením svých skupin. 
Vítězství závisí na tom, jaké kameny jsou v cestě vznikajícím schodům. Pokud se v cestě nenachází žádný kámen, bude skupina ve schodech zajata. Stejně tak to dopadne, pokud je v cestě kámen zajímajícího hráče. Pokud je naopak v cestě kámen unikajícího hráče, zajmutí ve schodech je neúspěšné. 
Protože výsledek dokončených schodů je obvykle fatální, kromě partií začátečníků dochází ke vzniku větších schodů jen velmi zřídka. Zkušenější hráči obvykle dokážou určit jejich výsledek a prohrávající strana je raději vůbec nezačíná. Může je však použít jako nátlakový prostředek ve směru jejich šíření - tah, který útočí na nějakou skupinu, může zároveň měnit výsledek schodů v jiné části desky a tak ztížit soupeři volbu protitahu.
|  |  |  |  |  |  |  |  |  |
|  |  |  |  |  |  |  |  |  |
|  |  |  |  |  |  |  |  |  |
|  |  |  |  |  |  |  |  |  |
|  |  |  |  |  |  |  |  |  |
|  |  |  |  |  |  |  |  |  |
|  |  |  |  |  |  |  |  |  |
|  |  |  |  |  |  |  |  |  |
|  |  |  |  |  |  |  |  |  |

Z těchto schodů není pro černého úniku - pokud ovšem v cestě neleží jeho kámen.